# Międzynarodowa Federacja Muaythai Amatorskiego
Międzynarodowa Federacja Muaythai Amatorskiego (ang. International Federation of Muaythai Amateur, skrót IFMA) – międzynarodowa organizacja pozarządowa, zrzeszająca 128 narodowych federacji boksu tajskiego. 

## Historia
Federacja została założona w 1993 roku. Muaythai wraz z IFMA przeszedł długą drogę od swoich pierwszych mistrzostw świata, które odbyły się w 1993 roku, kiedy uczestniczyło w nim zaledwie dwadzieścia kilka krajów do ostatnich mistrzostw świata, w których brało udział zawodnicy z ponad stu krajów.

## Członkostwo
- ARISF (od 2016)
- GAISF (od 2006)
- IWGA (od 2013)
- FISU (od 2015)

## Mistrzostwa świata
- Mistrzostwa świata w boksie tajskim (od 1993 roku).